# 吴杰 (医生)
吴杰（1466年—1543年），字士奇，号旸谷，南直隶常州府武进县人，明朝医官、中医学家。

## 生平
明孝宗弘治年间，吴杰因精于医术应召至京师，惯例高等入御药房，次入太医院。正德年间，吴杰经礼部试入御药房，因怜悯一起考试的医生被遣还，吴杰愿辞御药房，请同入太医院，礼部尚书允许。明武宗得喉痹，吴杰上清丸一服而武宗痊愈，于是擢为御医。后又治愈武宗被虎惊、口出血以及御马监腹痛等症。而每治愈一疾辄进升一官，官至太医院使。武宗每次出行，必让吴杰随行。江彬执意请武宗行幸宣府。吴杰担心将有不测，对武宗身边的近侍说：“疾极矣，仅可还大内。倘至宣府有不讳，辈宁有死所乎？”经近侍百般解劝，武宗始决意回京。武宗回京后崩逝，江彬伏诛，遂使朝野内外太平晏然，吴杰数月后致仕。吴杰精通脉理，开方用药多以脉象为依据，而不固守成方，每获良效。卒年七十八岁。

## 家族
祖吳玘，壽官；父吳寧，封太醫院判。娶周氏；李氏（封安人）；朱氏；廖氏。
子吴希颜（医士）、吴希曾（甲午举人）、吴希孟（進士）、吴希周、吴希程。